# Пактија
Пактија је једна од 34 провинције Авганистана. Налази се на истоку земље. Главни град је Гардез. Ова провинција је раније укључивала и територију Хост провинције, која је не тако давно формирана.
Доктор Наџибулах Ахмадзаји бивши предсједник Авганистана је из провинције Пактија. Он је рођен у долини Мелан. 
Пактија се састоји од 12 области (центри области су у заградама):
- Азра (Сур Кац)
- Тсамкани (Чамкани)
- Данд Ва Патан (Гондај)
- Гардез (Гардез)
- Зардан (Ваза)
- Зази (Али Кел)
- Јани Кел (Јани Кел)
- Лаза Мангал (Лаза)
- Сајед Карам (Сејед Карам)
- Шамал (Шамал)
- Швак (Швак)
- Зурмат (Зармал)